# 御崎公園駅
御崎公園駅（みさきこうえんえき）は、兵庫県神戸市兵庫区金平町一丁目にある、神戸市営地下鉄海岸線の駅である。駅番号はK07。
駅イメージテーマは「VIVID PARK SIDE STATION（活き活きとした公園に面した駅）」

## 歴史
- 2001年（平成13年）7月7日：神戸市営地下鉄海岸線の開通と同時に開業。
- 2011年（平成23年）4月：この年度より2年間を期限として、駅名標下広告として「ホームズスタジアム神戸前」が掲出される[2]。

## 駅構造
島式ホーム2面3線を有する地下駅。地下1階にコンコースと改札が、地下2階にプラットホームがある。地下2階のプラットホームは車庫の入出庫時対応のため、海岸線では唯一2面3線の構造である。中央の線路はイベント開催時に多数の利用客がいるため、両側から車両に乗車できる構造になっている。夜間滞泊の運用がある。改札口は東改札口・西改札口と、海岸線で唯一2つある。両改札口間は改札外でも地下通路で繋がっている。トイレは西改札口にある。
駅は兵庫運河に囲まれた住・工・商の混在地区にあり、周辺の浜山地区は「浜山地区土地区画整理事業」が進められ、道路の拡張、公園の整備やその周辺で新しい共同住宅の建設が進んでおりまちの様子が一変している。また、前述のノエビアスタジアム神戸が建設され、サッカー・イベント開催時には御崎公園とともににぎわうことから、駅イメージテーマを「VIVID･PARK-SIDE･STARION」（活き活きとした公園に面した駅）とした。ホームの対向壁にはスポーツの持つシャープで躍動感あふれるデザインを取り入れ、新しいスタジアムや公園への期待感を高めることを狙った。また、コンコースには駅の中心となる「中央広場」を設け、円形のヴォールト天井を設けるとともに床にはそれに併せた円形のパターンデザインとし、柱のデザインとともにエネルギッシュで楽しい空間を演出している。また、その中央に海神ポセイドンの彫刻を設置した。

### のりば
| ホーム | 路線   | 行先               | 備考         |
| ------ | ------ | ------------------ | ------------ |
| 1      | 海岸線 | 三宮・花時計前方面 |              |
| 2      | 海岸線 | 三宮・花時計前方面 | 一部列車のみ |
| 3      | 海岸線 | 新長田方面         | 一部列車のみ |
| 4      | 海岸線 | 新長田方面         |              |

- 通常は1番線・4番線を使い、2・3番線は御崎車庫からの入出庫で使用される。

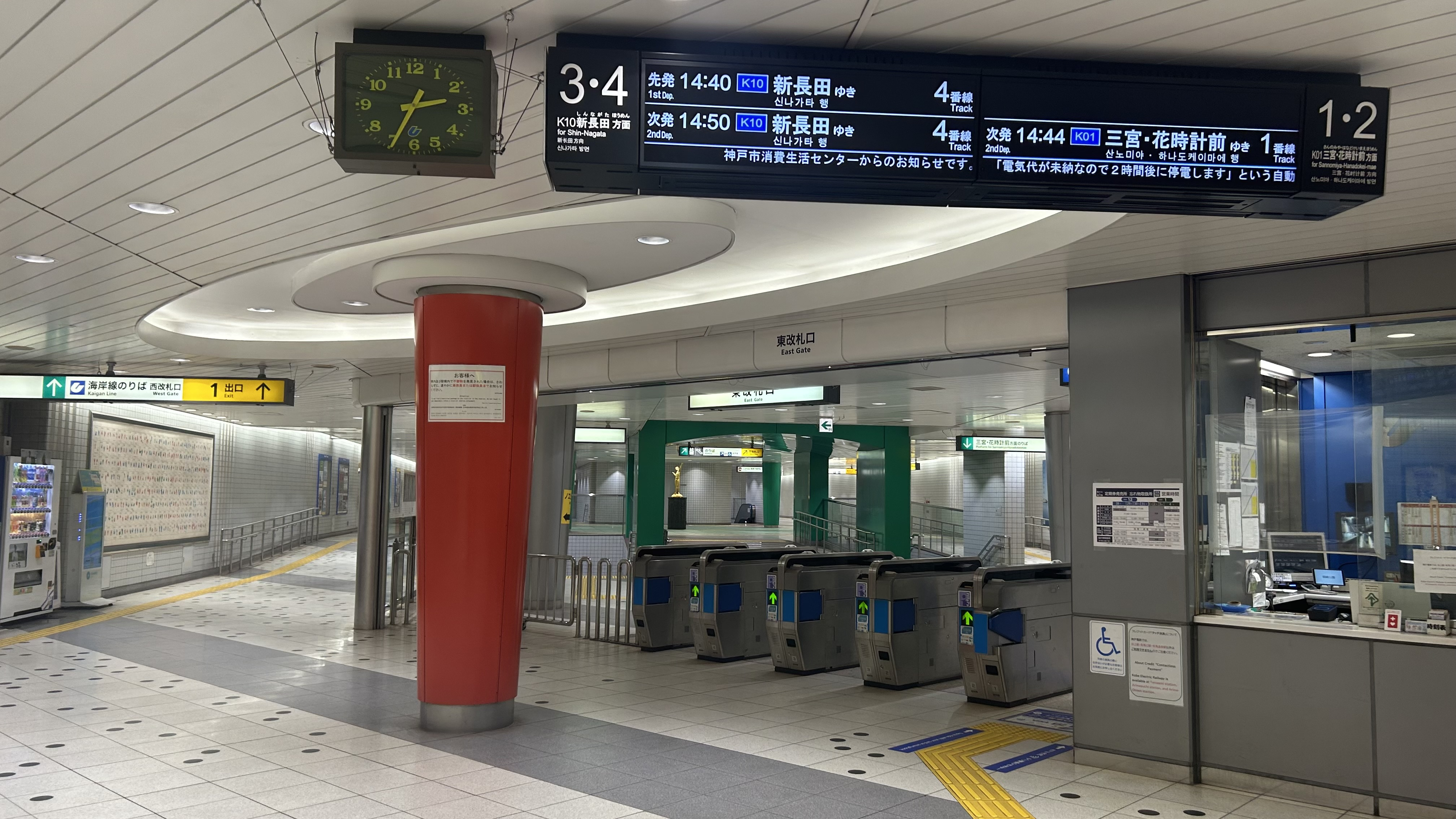
東改札口（2024年12月）
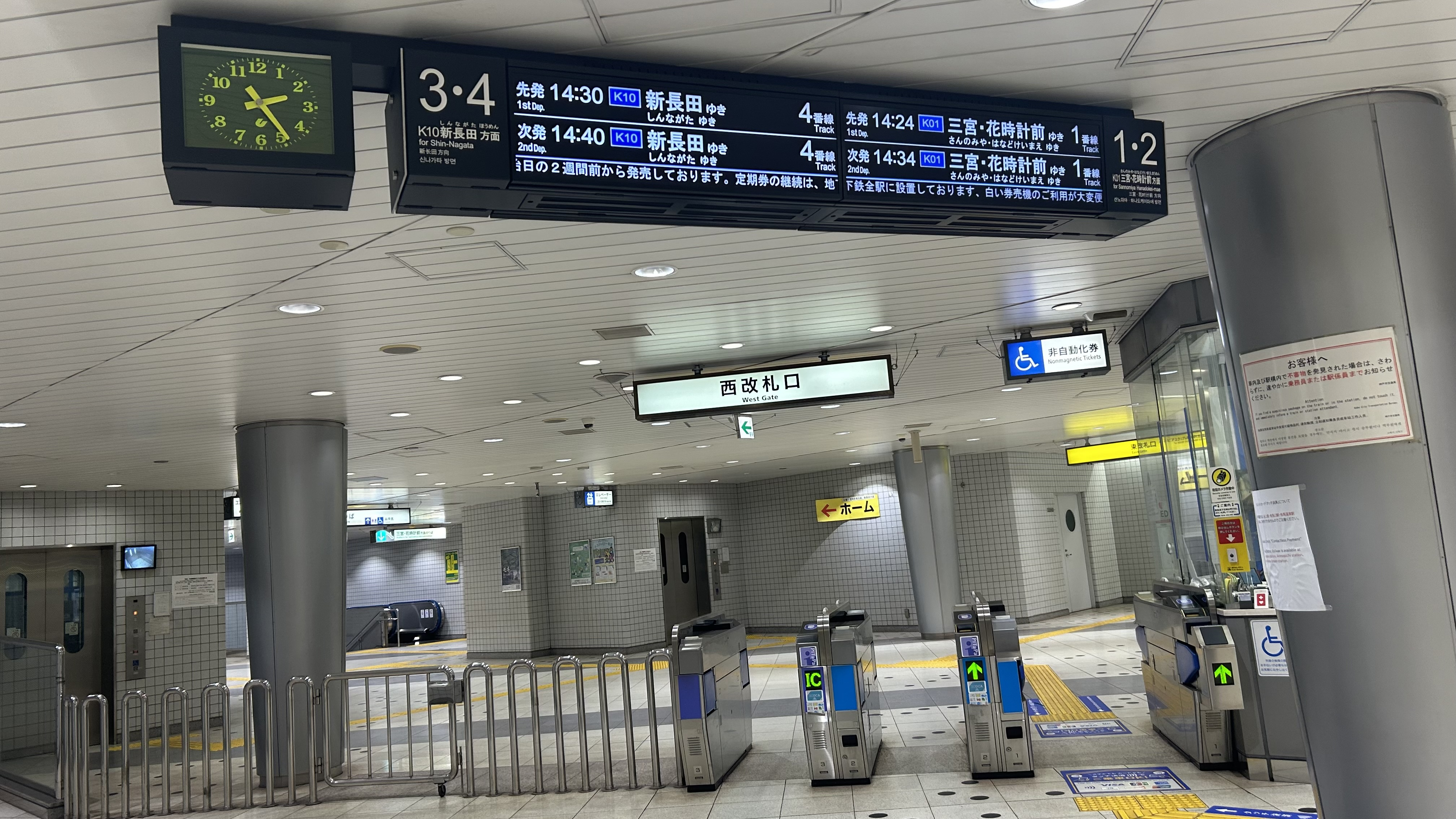
西改札口（2024年12月）
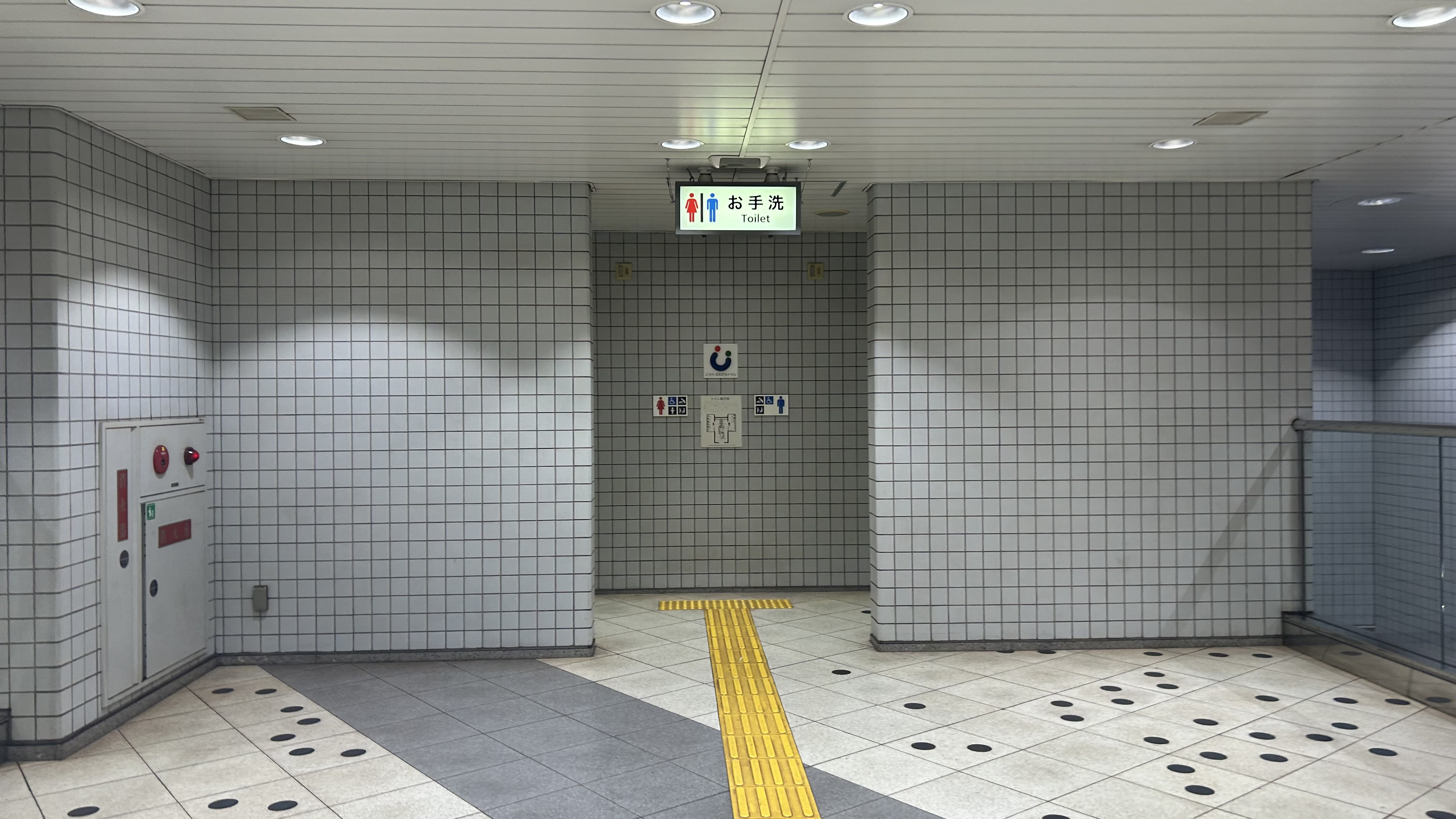
トイレ
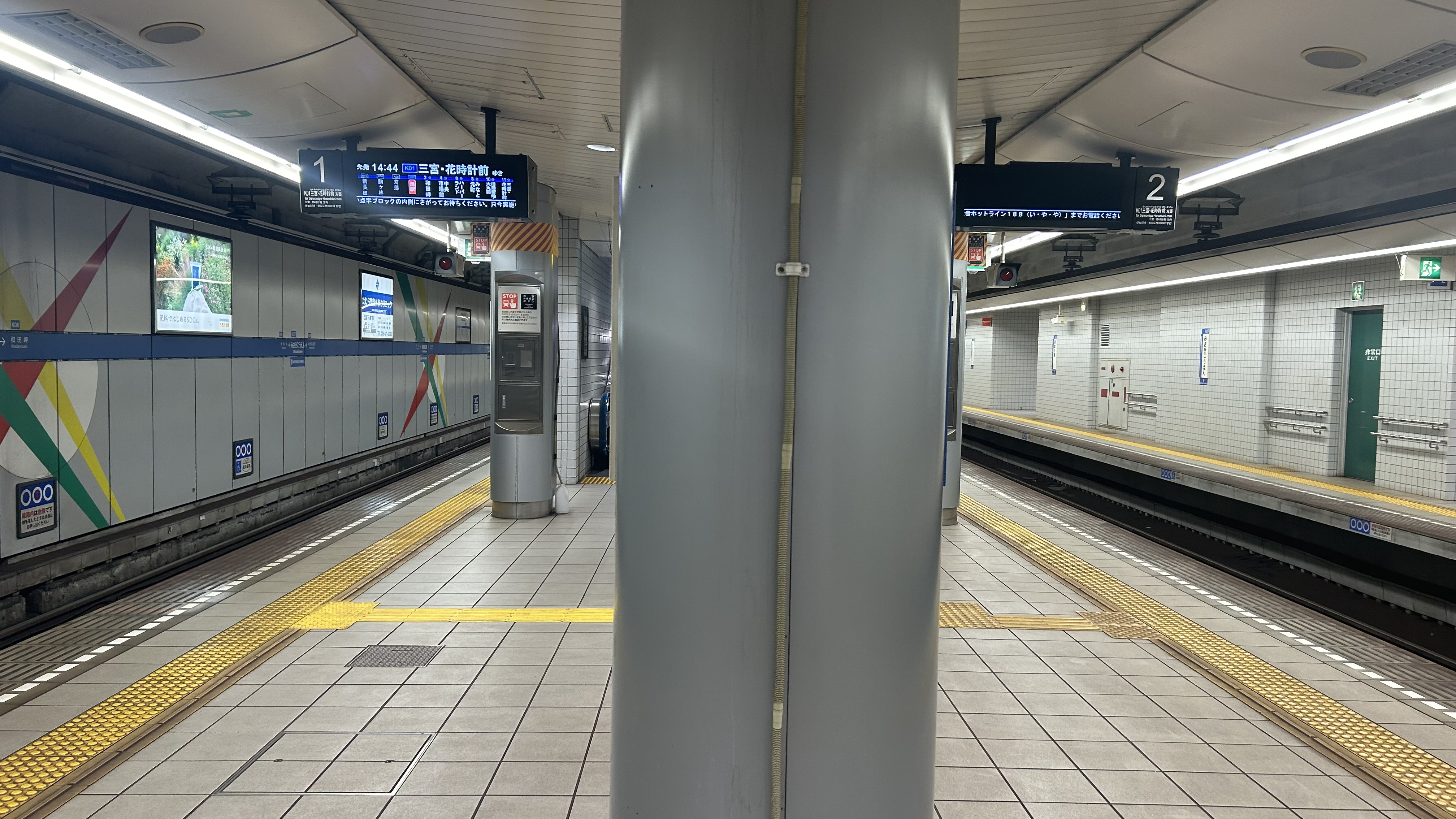
1・2番線ホーム（2024年12月）
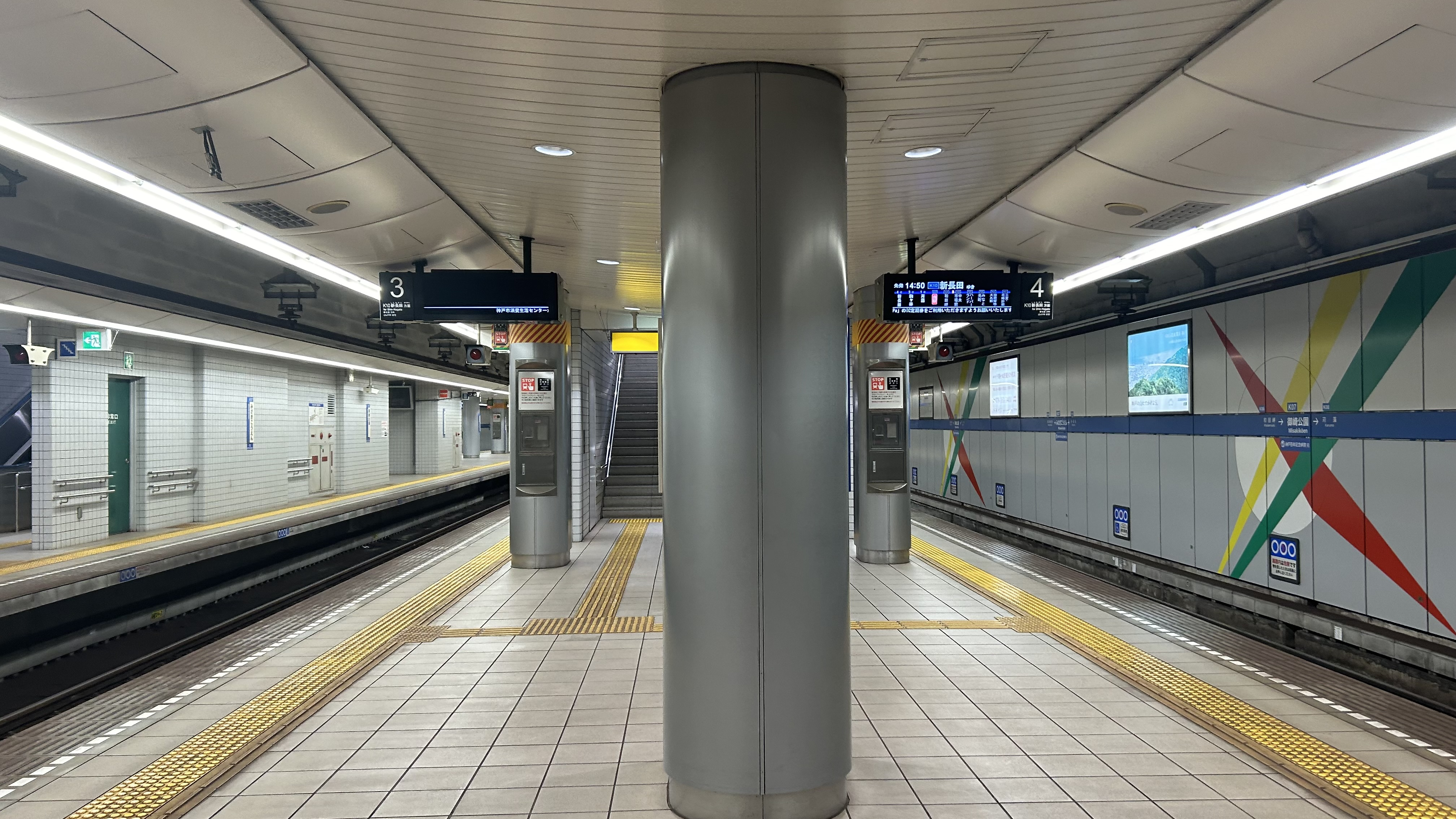
3・4番線ホーム（2024年12月）

### 出口
地上への出口は1 - 3番がある。エレベーターは出口2に設置されており、この出口が御崎公園球技場（ノエビアスタジアム神戸）に近い。
| 出口番号 | 位置                                   | 接続改札 | 備考             |
| -------- | -------------------------------------- | -------- | ---------------- |
| 1        | 北緯34度39分16.6秒 東経135度09分55.7秒 | 西改札口 |                  |
| 2        | 北緯34度39分17.9秒 東経135度09分59.2秒 | 東改札口 | エレベーターあり |
| 3        | 北緯34度39分17.2秒 東経135度10分00.1秒 | 東改札口 |                  |

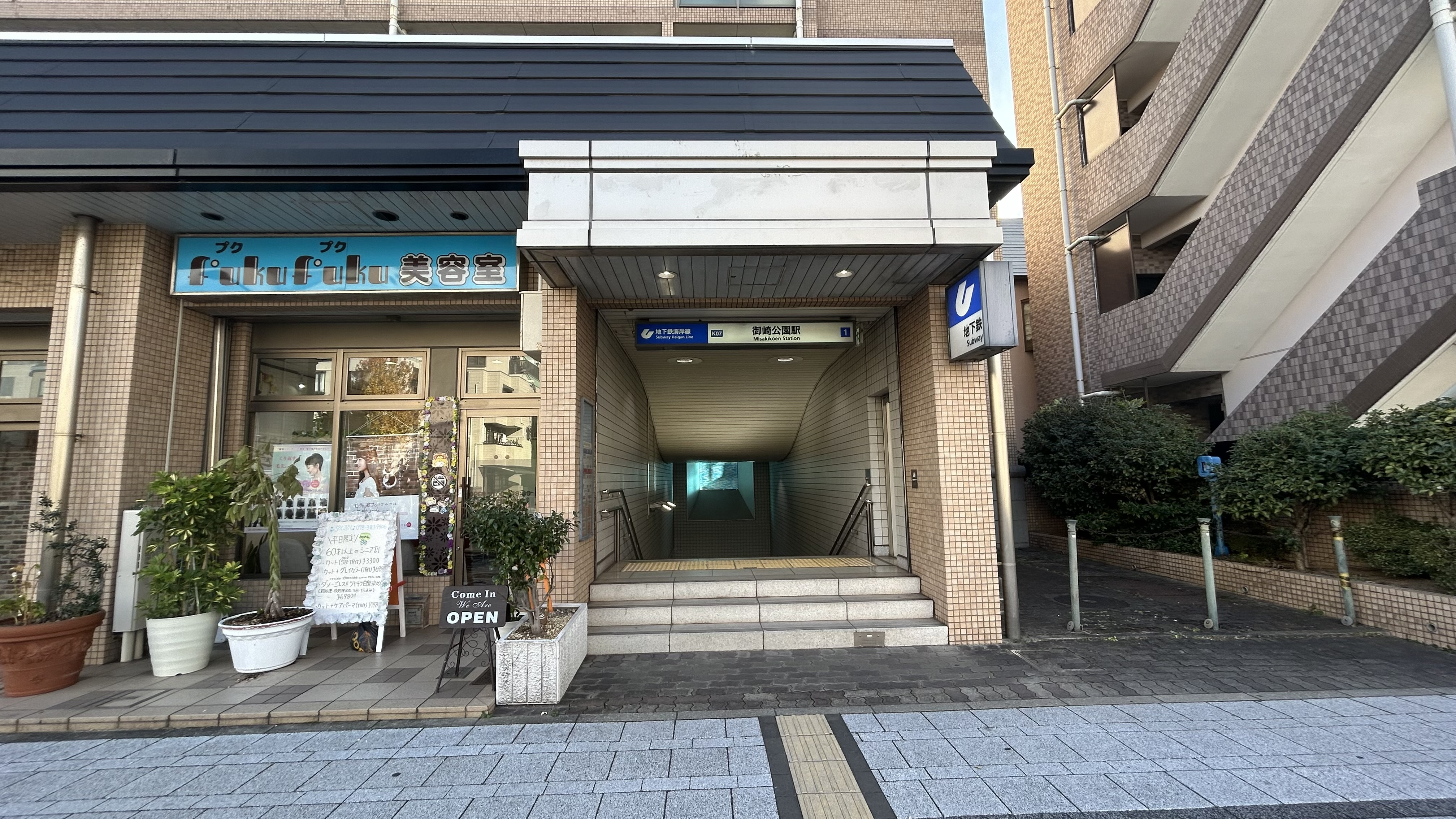
出口1（2024年12月）
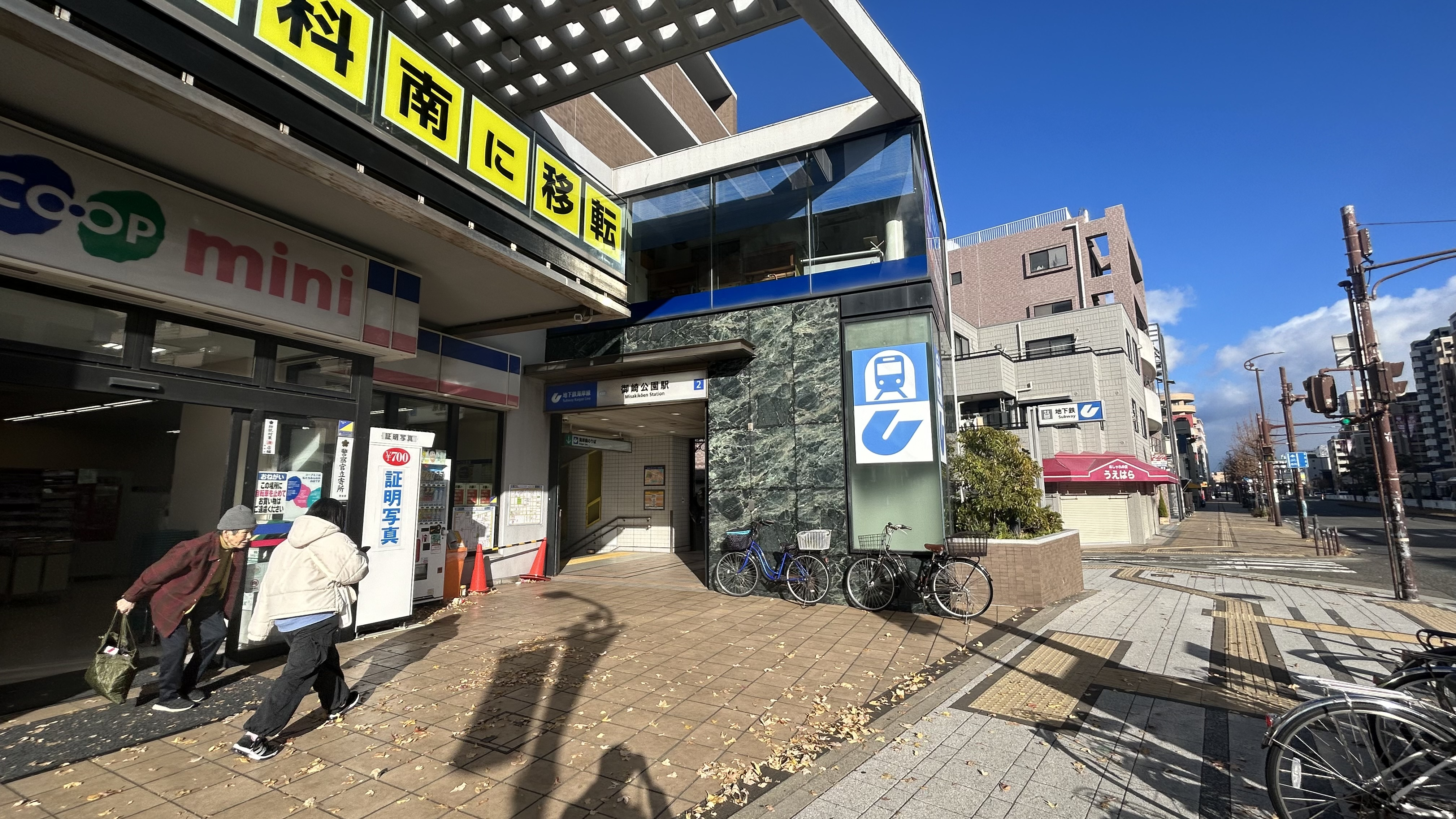
出口2（2024年12月）
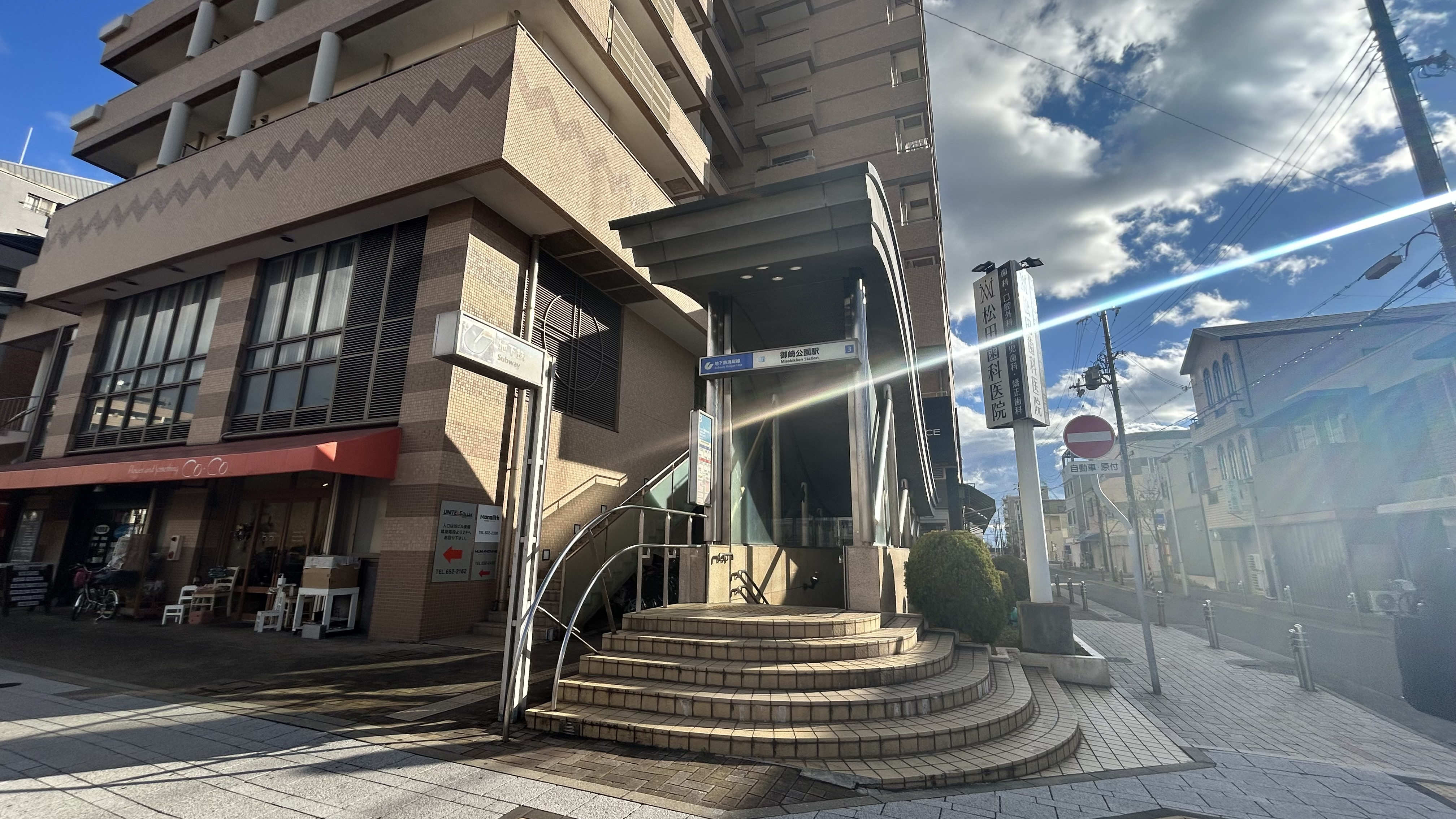
出口3（2024年12月）

## ダイヤ
上下とも日中時間帯は毎時6本の運行。

## 利用状況
2022年度の1日平均乗車人員は3,205人である。海岸線では和田岬駅、新長田駅、三宮・花時計前駅、ハーバーランド駅、中央市場前駅に次ぐ第6位。
- 2000年度に計画された、2005年度時点の予測乗車人員は4,783人で、海岸線では駒ヶ林駅に次いで乗車人員が少なくなるとされていた[7]。2015年現在でも乗車人員は計画時の約7割に留まっているが、海岸線の他の駅と比較すると最も予測乗車人員に近い値となっている。

開業以降の1日平均乗降・乗車人員は下表のとおりである。
| 年度               | 1日平均 乗降人員 | 1日平均 乗車人員 |
| ------------------ | ---------------- | ---------------- |
| 2001年（平成13年） |                  | 1,908            |
| 2002年（平成14年） |                  | 2,410            |
| 2003年（平成15年） |                  | 2,909            |
| 2004年（平成16年） |                  | 2,874            |
| 2005年（平成17年） | 6,160            | 2,899            |
| 2006年（平成18年） |                  | 3,091            |
| 2007年（平成19年） |                  | 3,050            |
| 2008年（平成20年） |                  | 3,167            |
| 2009年（平成21年） |                  | 3,270            |
| 2010年（平成22年） |                  | 3,149            |
| 2011年（平成23年） |                  | 3,212            |
| 2012年（平成24年） |                  | 3,345            |
| 2013年（平成25年） |                  | 3,164            |
| 2014年（平成26年） |                  | 3,322            |
| 2015年（平成27年） |                  | 3,310            |
| 2016年（平成28年） |                  | 3,296            |
| 2017年（平成29年） |                  | 3,248            |
| 2018年（平成30年） |                  | 3,437            |
| 2019年（令和元年） |                  | 3,641            |
| 2020年（令和02年） |                  | 2,515            |
| 2021年（令和03年） |                  | 3,083            |
| 2022年（令和04年） |                  | 3,205            |

## 駅周辺
- 御崎公園[1]
  - 御崎公園球技場（命名権により「ノエビアスタジアム神戸」と呼称されている。）
- 御崎車両基地
- 御崎Uビル（神戸小松郵便局・ローソン（ヴィッセル神戸のコラボ店舗））
- ニトリ神戸和田岬店
- ヤマダデンキテックランド神戸和田岬店
- ホームセンターコーナン・コーナンPRO 兵庫松原通店
- 神戸市バス松原営業所
- 神戸百年記念病院（旧・鐘紡記念病院） - 車内アナウンスで「こちらが便利です」と入る。
- 川崎車両（旧・川崎重工業車両カンパニー）
- デンソーテン本社・工場
- 遠矢浜公園野球場

## バス路線
- 神戸市バス吉田町二丁目もしくは金平町バス停
- 3系統：吉田町一丁目 止
- 3系統（循環）：東尻池二丁目→地下鉄長田駅前→名倉町→夢野町二丁目→新開地→和田岬方面
- 3系統（循環）：和田岬→新開地→夢野町二丁目→名倉町→地下鉄長田駅前→東尻池二丁目方面

## エピソード
- 駅ホームの1番線および構内は、映画『交渉人 真下正義』の撮影に使用され、劇中では「TTR東陽線東陽町駅」として登場した。

## 隣の駅
神戸市営地下鉄
海岸線
和田岬駅 (K06) - 御崎公園駅 (K07) - 苅藻駅 (K08)
- 括弧内は駅番号を示す。